# Annuaire statistique de la Suisse
L’Annuaire statistique de la Suisse, publié par l’Office fédéral de la statistique (OFS), est depuis 1891 un ouvrage de référence de la statistique suisse. Cet ouvrage, qui contient de nombreuses données statistiques sur de multiples domaines (population, société, État, économie, environnement, etc.), brosse un tableau de la société et de l’économie du pays.

## Les débuts de l'Annuaire statistique
Le 29 juin 1887, le Conseil national proposa pour la première fois la création d’un Annuaire statistique. Le Conseil fédéral exprima son accord de principe à cette proposition, en recommandant d’attendre toutefois les résultats du recensement fédéral de la population de 1888 pour réaliser l’ouvrage, afin d’y intégrer ces derniers (ce qui, finalement, ne fut possible qu’en partie).
Deux ans plus tard, le 22 juillet 1889, Louis Guillaume, le directeur du bureau de statistique, formula devant la conférence suisse des statisticiens, qui se tenait à Aarau, six thèses définissant les contours de l’ouvrage, qui furent approuvées au terme d’une brève discussion. La première de ces thèses décrivait le but de l’Annuaire statistique: l'Annuaire devait livrer au public les principaux résultats de la statistique suisse, sous la forme de tableaux synoptiques contenant des séries annuelles comparables dans le temps. Monsieur Guillaume cita à titre d’exemples les Annuaires statistiques de la Finlande (sous la forme d’un petit opuscule en deux langues) et du Reich allemand (ouvrage un peu plus volumineux, agrémenté de cartes en couleurs). 
Lors de la conférence du 18 octobre 1890, à Berne, Monsieur Guillaume présenta aux participants la structure concrète de l’ouvrage et un chapitre-modèle de l’Annuaire.
Le premier Annuaire statistique de la Suisse, riche de 270 pages, parut le 8 avril 1891. Les commentateurs accueillirent pour la plupart favorablement cette publication, qui parut satisfaire les attentes placées en elle.

### Évolution au cours duXXesiècle
En décidant dès le départ d’élargir le public de l’Annuaire statistique bien au-delà d’un simple cercle de spécialistes, ses auteurs ont appliqué un principe de diffusion des données statistiques tout à fait moderne. On relève d’autres analogies concernant les moyens utilisés à plus d’un siècle de distance: le premier Annuaire contenait déjà, dans son annexe, des cartes thématiques destinées à faciliter la lecture des données, tandis que l’édition de 1897 se composait exclusivement de graphiques. Les commentaires commencèrent à s’étoffer considérablement dès 1892.
Toutes les éditions publiées depuis lors ne peuvent se targuer d’une telle «modernité»: pendant plusieurs décennies, on se limita à publier des tableaux, renonçant – notamment pour des raisons de coûts – aux textes et aux graphiques. Il fallut attendre 1989 et la 96e édition de l’annuaire pour voir l’ouvrage subir des modifications substantielles, destinées à en faciliter l’utilisation et à en améliorer la lisibilité. Cette révision visait notamment à rapprocher la statistique des citoyens (selon les mots de Flavio Cotti, conseiller fédéral de l’époque). L’ouvrage subit une nouvelle refonte en 2001: fort de 900 pages en quadrichromie, il fut complété d’un CD-ROM contenant des données et, depuis 2003, un atlas interactif.

## L’Annuaire statistique actuel
Chacun des chapitres de l’Annuaire actuel (correspondant aux domaines de la statistique publique) est subdivisé en quatre parties :
1. La «Vue d’ensemble» présente une synthèse des principaux résultats, analyse les évolutions à long terme, explique les corrélations qui existent entre différents indicateurs. Enrichie de nombreux graphiques, cette partie s'adresse à un large public, tout en étant également utile à des lecteurs plus spécialisés (journalistes ou responsables politiques).
2. La partie «Enquête», sources livre une brève description des principales sources de données.
3. Le «glossaire» donne les définitions des notions essentielles.
4. Enfin, la partie «Données» – la substance même de tout Annuaire classique – reste la plus importante en nombre de pages. Elle se compose principalement de tableaux et contient également quelques graphiques et cartes thématiques.

### Le CD-ROM de l’Annuaire statistique
Le CD-ROM de l'Annuaire (qui n’est pas vendu séparément) contient les éléments suivants:
1. L’«Annuaire statistique de la Suisse - version numérique» est une application interactive dotée d’une fonction de recherche, qui assure une navigation aisée parmi les commentaires, les tableaux, les graphiques et les cartes de l’Annuaire. Il contient en outre une multitude de tableaux présentant entre autres des données ventilées aux niveaux cantonal et communal.
2. Deux atlas statistiques: l’«Atlas interactif de la Suisse» et (à partir de l'édition 2011) l'«Atlas interactif de l'Europe».

Le CD contient la description complète et le manuel d'utilisation des programmes.

## Archives de l’Annuaire statistique
L’Office a rendu accessibles en ligne, en étroite collaboration avec l’Office fédéral de l’informatique et de la télécommunication (OFIT), l’ensemble des Annuaires statistiques de 1891 à 1957, qui constituent désormais une précieuse source d’information pour les chercheurs, les étudiants et les autres personnes intéressées.
Les fichiers au format PDF reproduisent les caractères typographiques d’origine. Le programme n’en permet pas moins de rechercher des termes aussi aisément que dans les publications électroniques actuelles. Il est toutefois recommandé de disposer d’une connexion à haut débit pour télécharger les fichiers, qui sont très volumineux (de 16 à 50 Mo).

## Mémento statistique de la Suisse
Le Mémento statistique de la Suisse est le «petit frère» de l’Annuaire statistique, qui reprend, sous une forme condensée, mais bien aérée, les principales informations de son aîné.
Publié au format de poche, le Mémento statistique présente tout au long de ses 50 pages des informations actuelles sur des thèmes comme la géographie, la population, l’emploi et les salaires, l’économie, les transports, la protection sociale, l’éducation et la science. 
Le Mémento statistique de la Suisse paraît en français, en allemand, en italien, en romanche et en anglais.